# Гідігіч
Гідігіч (рум. Ghidighici) — село в складі муніципію Кишинів в Молдові. Входить до складу сектора Буюкань. Утворює окрему комуну.
В околицях села розробляються родовища вапняків. Після будівництва Гідігіцького водосховища поблизу села була створена зона відпочинку.
В селі працюють середня школа, дитячий садок.

## Відомі уродженці
- Ілля Олейников (Клявер) - російський актор.